# 沈庆之
沈庆之（386年—465年），字弘先，吴兴武康（今浙江德清西）人。南北朝時期劉宋将领。沈慶之曾參與多場戰事，包括討平蠻族、元嘉北伐、討伐劉劭、魯爽、劉誕等事，得宋孝武帝重用於軍事，並因其遺詔成為顧命大臣。沈慶之後瓦解了劉義恭、柳元景等人廢黜前廢帝的圖謀，卻因屢次勸諫前廢帝而為其所殺。

## 生平

### 早年事跡
年少时即以勇猛闻名，孫恩之亂時沈慶之還未二十歲，但就率領宗族抵抗來侵的孫恩部眾。戰亂以後吳興郡中人口流散，沈慶之參與耕作，勤奮刻苦自立。三十歲時沈慶之到襄陽探望兄長沈敞之，兄長上司趙倫之見對其相當欣賞，遂命兒子竟陵太守趙伯符版慶之為寧遠中兵參軍。當時趙伯符討伐竟陵郡蠻族，沈慶之為其出謀劃策，伯符亦因而屢破蠻族。永初二年（421年），慶之任殿中員外將軍，又跟趙伯符參與北伐。北伐時伯符患病南返，但沈慶之轉隸檀道濟，並向文帝薦稱沈慶之忠心知軍事，遂獲任命領一隊禁軍防禦東掖門，得引見下更能出入禁宮。後歷戍錢唐新城及淮陵太守。時領軍將軍劉湛想拉攏他，和他見面並表示想要幫他升官，但沈慶之一面嚴肅地拒絕。不久轉正員將軍。元嘉十七年（440年），宋文帝將要收捕劉湛及其黨羽，故此乘夜召見了沈慶之以作指示，但慶之已預料到文帝所圖，故此一身戎裝進見，嚇了文帝一跳，文帝果派他收殺吳郡太守劉斌。

### 討平諸蠻
元嘉十九年（442年），雍州刺史劉道產去世，當地蠻族乘機起事，征西司馬朱脩之出兵討伐但失敗，朝廷遂任命慶之為建威將軍，率兵協助脩之討伐。後朱脩之因行軍紀律不佳而下獄，沈慶之遂專掌討伐事宜，大破沔水緣岸的蠻族，生擒了七千人。接著進攻湖陽蠻族，又俘了萬多人。沈慶之後轉劉誕的北中郎中兵參軍，領南東平太守，又轉劉駿的撫軍中兵參軍。元嘉二十二年（445年），劉駿以本官轉雍州刺史，沈慶之亦隨府到州，但就遇上蠻族起事，聲勢之大阻塞了水陸交通，劉駿停駐在大隄無法繼續前進，沈慶之出兵討伐，大破蠻族，二萬多人投降，劉駿亦得以到襄陽。不久驛道蠻又反，慶之又將之討平。沈慶之接著又消滅了實力最強的鄖山蠻，俘三萬多人。後慶之還都，改任劉誕的北中郎中兵參軍，加建威將軍、南濟陰太守。
元嘉二十六年（449年），雍州蠻族又反叛，劉誕改任雍州刺史，沈慶之以本官隨其移鎮，到襄陽後率柳元景、宗愨等人率二萬兵討伐沔北一眾山蠻，諸軍八道並進，慶之在破塢節度諸軍。沈慶之鑑於昔日討伐都是在山下結營，令蠻族得以據山防禦，屢征無果，是命令諸軍這回在山上結營，驚嚇蠻族，從而乘機進襲。諸軍於是上山，直接攻進其心腹要地，佔領險要位置，果然令到蠻族震恐不巳，諸軍於是乘機圍攻，蠻族於是崩潰。諸軍期間就食用俘獲的蠻族糧食，由冬季打到春季。不久南新郡蠻帥田彥生反叛，慶之派柳元景平定，附近山頭的蠻族於是盡皆臣服，也相當恐懼沈慶之，因其常戴狐皮帽而叫他「蒼頭公」，每次慶之軍來都恐懼地說：「蒼頭公又來了。」
後沈慶之又經茹丘山出檢城，在諸山大破蠻族，殺三千多人而收降二萬五千人，也俘獲二萬八千多人，七百多頭牛馬及九萬多斛米粟。慶之又討伐幸諸山的犬羊蠻，此蠻甚有組織，而且所據之地十分險峻難攻。沈慶之於是在山下連營，各營都相通，並命諸軍都引池水入營內，不到外面取水，也用來防止蠻族用火攻。後蠻族見風大，於是下山施以火攻，但火都被營內池水撲熄，諸軍更乘機用弓弩對蠻族進行反擊，蠻族敗散而走。接著慶之命諸軍開山建道進攻，然而因為山高路險而且正值暑天多雨，慶之唯有改築東岡、蜀山、宜民、西紫、黃徼及上夌六戍，留兵戍守並撤還。蠻族被此六戍圍困了很久，糧食都吃盡了，唯有出降。慶之所俘獲的蠻族都遷移到京邑，變成了營戶。

### 參與北伐
元嘉二十七年（450年），沈慶之受徵入朝為太子步兵校尉，同年宋文帝決意北伐，沈慶之大力反對，但不果。不久文帝派兵北伐，沈慶之就作為王玄謨的副手進攻碻磝。碻磝守將棄城而逃，沈慶之就與東軍主帥蕭斌留守碻磝，由王玄謨率軍進攻滑臺。不過，王玄謨久攻滑臺不下，而魏太武帝就率大軍渡河救援滑臺，蕭斌遂命沈慶之率五千人支援王玄謨，但慶之認為這麼少的一支軍隊過去並無助益，惟蕭斌堅持。慶之還未出發，玄謨就已敗還，蕭斌想要斬了他，慶之為了不讓潰散的諸將因玄謨被誅而逃亡，動搖軍心，遂極力諫止蕭斌。其時蕭斌打算死守碻磝，慶之卻為這共是坐守窮城，敵軍繞過的話清河以東都會丟失，而且還會被圍困，一如上一次北伐中朱脩之據守滑臺一樣。其時宋文帝的詔命來到，命令諸軍不許撤退，諸將遂建議留下，蕭斌再問慶之，慶之就答：「軍隊在外就由將領們主導，詔命從遠方送來，送到來情勢都變了。將軍你有一個范增而不聽從，再議論又有甚麼用。」蕭斌和坐上眾人都笑道：「沈公現在又有學問啦！」慶之卻厲聲說：「眾人雖然讀過古今學問，但不如下官耳聴所學呀。」最終蕭斌留王玄謨守碻磝，自己率眾退還歷城，沈慶之就馳返京師。沈慶之還未到就在路上驛站被文帝下詔阻止，指示他北返救援王玄謨，只是其時魏帝已率大軍南侵至彭城，慶之不能北進了，守彭城的江夏王劉義恭遂留他領安北中兵參軍。不久魏軍攻至城數十里，劉義恭竟想棄城南奔，沈慶之建議以車營組函箱陣，以精兵在外直赴糧多的歷城，留蕭思話守彭城；何勗則想直奔鬱洲，再經海路回京，最終張暢認為此二計都不行，勸義恭固守彭城，劉駿亦同意，才確定堅守。次年北魏退兵，文帝命沈慶之遷數千戶彭城流民至瓜步，以避魏軍再南侵。
元嘉二十九年（452年），宋文帝藉魏太武帝去世而再行北伐，沈慶之又諫，文帝又不聽，這次更不派他北伐了。

### 平定內釁
元嘉二十九年十月，因應司馬黑石及夏侯方進叛亂引發之蠻族騷動，朝廷命沈慶之督諸將及豫、荊、雍三州軍隊平定。元嘉三十年正月（453年），劉駿兵出五洲，總統諸軍，慶之亦到五洲與劉駿會合，討論戰略。不過，當年二月太子劉劭就發動兵變弒父奪位，劉駿知道後派沈慶之招集諸軍。其時劉劭密書沈慶之要他殺死劉駿，不過沈慶之在劉駿下令結集軍隊時已經向心腹表示：「蕭斌如婦人根本不用理會，其他將帥都很易對付，今天輔助正順的討伐叛逆，不怕不成功呀。」根本無意去幫助劉劭。可是，沈慶之去見劉駿時劉駿卻稱疾不見，沈慶之硬闖進去，拿出劉劭寫給他的書信，劉駿卻真的以為沈慶之要來殺他，遂哭求死前與母親告別。慶之遂向劉駿表明心跡，劉駿聽後就將內外處分都交給慶之處理，軍隊集結後更假慶之為征虜將軍、武昌內史，領府司馬。大軍一直東下，到尋陽時沈慶之及柳元景以天下無主為由勸進，但劉駿不許。其時劉劭又派了慶之門生錢無忌去勸慶之解甲，慶之沒聽從，更將無忌抓住並上報。劉駿於四月在新亭即位，是為宋孝武帝，不久就攻進建康，劉劭兵敗被殺。接著他就以慶之為領軍將軍，加散騎常侍。不久以使持節、督南兗豫徐兗四州諸軍事、鎮軍將軍、南兗州刺史出鎮盱眙，並因功封南昌縣公，食邑三千戶。及後宋孝武帝命其移鎮廣陵。
孝建元年（454年），豫州刺史魯爽與丞相、荊州刺史劉義宣、江州刺史臧質等人起兵，孝武帝召慶之入朝防禦，屯兵武帳崗，並派兵五十守衞京師六門。不久沈慶之渡江討伐魯爽，與慶之同進的薛安都陣斬魯爽，慶之遂進鎮北大將軍，加督青冀幽三州軍事。同年劉義宣等亦被平定，改封慶之始興郡公。此時慶之卻以年過七十為由請辭，孝武帝就想改他侍中、左光祿大夫、開府儀同三司，但慶之屢辭不受，孝武帝沒有辦法，唯有讓他以郡公身分罷官還第，每月供給十萬錢及百斛米，賜五十人衞史。
大明三年（459年），孝武帝與司空、南兗州刺史劉誕互相猜忌，終讓不安的劉誕在四月據廣陵起兵，孝武帝再度起用沈慶之，以其為使持節、都亮南兗徐兗三州諸軍事、車騎大將軍、開府儀同三司、南兗州刺史，率兵討伐劉誕。劉誕在慶之軍隊臨近時驅百姓入城防守，大軍臨城時拒守，慶之慮及劉誕北逃，遂移營城外十八里的白土，又進至新亭。劉誕果然想逃走，慶之聞訊派了龍驤將軍武念去追，但劉誕軍士並不願走，皆請劉誕回城，劉誕只好退還。慶之時積極籌備攻城，可是就因為連日下雨而無法進行，宋孝武帝等急了，屢次催促，更故意要御史中丞庾徽之奏免慶之官，然後自己下詔不問，想要激起慶之奮戰，不過慶之一直到七月才有進展，成功攻克外城，並乘勝攻下內城，劉誕被殺。事後沈慶之辭讓孝武帝進授的司空職位，遂改讓慶之在朝會中位次司空，並賜五十卹吏及府門前施放行馬的禮邁遇。大明四年（460年），沈慶之又攻西陽郡的五水蠻，多年攻伐後將之平定，擒數萬人。
大明八年（464年），孝武帝去世，遺詔命慶之與劉義恭、柳元景、顏師伯、王玄謨為顧命大臣，特命凡有出動大軍或征討之事都交給慶之負責。不過，前廢帝行為狂悖無道，眾人都勸沈慶之行廢立，而其時劉義恭、柳元景及顏師伯也有起兵廢帝的計劃，柳元景將計劃告訴沈慶之望其支持，惟沈慶之覺得他和劉義恭關係並不親厚，甚至記恨參與圖謀的顏師伯曾對其不禮，竟將他們的計劃向前廢帝告發，前廢帝遂於永光元年（465年）八月殺害三人以及其黨眾，並進沈慶之為侍中、太尉。同年九月前廢帝討伐徐州刺史、義陽王劉昶，沈慶之亦隨行，劉昶終出奔北魏。

### 事君罹禍
沈慶之雖瓦解了劉義恭等人的密謀，前廢帝亦善待慶之，不但讓其升官，慶之次子沈文季及幼子沈文耀都獲封為縣侯；但前廢帝接著日子更見凶狠暴虐，沈慶之見狀亦盡力進諫阻皇帝，惟前廢帝對此亦漸見不悅。沈慶之亦有所察覺，於是都不接引賓客；蔡興宗一次來見就勸其藉自己威望起兵，眾人必定歸附，慶之自己亦得免禍，但慶之不敢作，只寄望天意，表示即使果真大禍臨頭也以盡忠之名迎難。十月，寧朔將軍何邁因妻子新蔡公主劉英媚被前廢帝召了入宮，化為謝貴嬪，並將一宮女屍首送去託稱公主已死一事起兵，卻於十一月為前廢帝所殺。前廢帝殺何邁時料定沈慶之又會來說不合聽的話，於是下令關閉清谿諸橋不讓慶之進見。慶之果然想來進諫，見狀只好離去。接著前廢帝就派了慶之侄子沈攸之送毒藥過去賜死慶之，慶之不肯飲，一直恨慶之當日貶抑他的攸之遂以被將慶之悶死，時年八十歲。
前廢帝在慶之死後賞賜甚厚，並諡其為「忠武公」，但下葬前廢帝就被殺，湘東王劉彧即位，追賜侍中、司空，並諡其為襄公。

## 性格特徵
- 沈慶之具軍事才能，不但在討伐蠻族多有成效，元嘉北伐期間亦屢有建言，亦屢助孝武帝平定內亂，遂成為主掌出征軍務的顧命大臣。
- 沈慶之在清明門外有四間相當華麗的屋宅，又在婁湖有田舍，孝武帝時辭官職後曾經與家人及親族一起搬到婁湖田舍大行耕作，常指著田地向人說：「錢都在這裏呀。」其時家中十分富有，有值萬金的產業，上千奴僕，又有數十個擅長工藝的貌美妓妾。故當時慶之無官，優游享樂，不是入朝都不出門。前廢帝初即位時，身為顧命大臣的沈慶之每次入朝都乘豬鼻無幰車，侍從不過三五數人，在田園騎馬巡行時更是隻身獨行，農作繁忙的季節時即使碰到慶之的人都不知其身分。
- 沈慶之老年時都會隨孝武帝出遊和打獵，但即使他年紀已大，但在馬上的氣勢也不輸年輕人。可是沈慶之並沒讀過書，也不識字，一次飲宴中孝武帝曾逼他作詩，慶之不會寫字，遂請求讓他口述，由顏師伯默寫，終寫出：「微命值多幸，得逢時運昌。朽老筋力盡，徒步還南崗。辭榮此聖世，何媿張子房。」孝武帝十分高興。

## 子女
- 沈文叔，長子，官至侍中，慶之被殺時文叔偷偷將父親沒吃的毒藥藏起，有人勸他逃亡，但他眼見前廢帝殘忍肢解劉義恭，擔心自己出逃會招來如此下場，遂服毒自殺。
- 沈文季，次子，中書郎，獲前廢帝封建安縣侯，慶之死時出走。後入齊官至尚書左僕射，為東昏侯所殺。
- 沈文耀，幼子，因為擅長騎射而得前廢帝親近，封永陽縣侯。

## 延伸阅读
[在维基数据编辑]
 《宋書/卷77》，出自沈约《宋书》
 《南史/卷37》，出自李延壽《南史》